# Fighter Pilot
Fighter Pilot est un simulateur de vol de combat portant sur l'avion de chasse F-15. Le jeu date de 1983 pour la version Sinclair ZX Spectrum. L'auteur est David K. Marshall.

## Portages et rééditions
- 1984 : Commodore 64 (adaptation : D. DARRELL)  [2]

- 1985 : Amstrad CPC (adaptation : D. DARRELL) [3]

- 1985 : Atari 800 (programmeur : Sen Nick) [4]

## Description
Le jeu se veut assez réaliste dans la manipulation de l'avion et de ses commandes (sur CPC 464 tout se fait via le clavier). La prise en main est un peu longue au début, et il faut de nombreux essais avant d'arriver à poser l'avion sans s'écraser. Mais une fois le jeu apprivoisé, celui-ci se révèle passionnant et même addictif.
Les phases de combats sont toutes aussi ardues, et la localisation de l'avion cible ennemi est un vrai défi.
De nombreux niveaux sont proposés allant du simple décollage par temps clair à la destruction de bases ennemis dans des conditions climatiques très difficiles.